# Muhammad Ashiq
Muhammad Ashiq (nascido em 17 de março de 1935 - 11 de março de 2018) foi um ex-ciclista paquistanês. Ele representou sua nação em duas edições dos Jogos Olímpicos: Roma 1960 e Tóquio 1964, ambos em dois eventos.